# Паредес, Ричард
Ри́чард Никола́с Паре́дес Мора́га (исп. Richard Nicolás Paredes Moraga; род. 1 января 1995, Чили) — чилийский футболист, нападающий клуба «Сантьяго Морнинг».

## Клубная карьера
Паредес — воспитанник клуба «Палестино». 25 апреля 2015 года в матче против «Унион Эспаньола» он дебютировал в чилийской Примере. 30 августа в поединке против «Универсидад де Чили» Ричард забил свой первый гол за «Палестино».

## Международная карьера
В 2017 года Паредес в составе молодёжной сборной Чили принял участие в молодёжном чемпионате Южной Америки в Эквадоре. На турнире он сыграл в матчах против команд Колумбии, Эквадора и Бразилии.